# Camila Giorgi
Camila Giorgi (Macerata, 30 december 1991) is een tennisspeelster uit Italië. Giorgi begon op vijfjarige leeftijd met tennis. Haar favoriete ondergrond is hardcourt. Zij speelt rechtshandig en heeft een tweehandige backhand.

## Persoonlijk
Giorgi heeft Argentijnse ouders. Nadat haar vader Sergio Giorgi in 1982 in de Falklandoorlog had gevochten, verhuisde hij met zijn vrouw naar Italië. Daar werd Camila geboren. Zij is Joods. Sergio is haar coach. Haar moeder Claudia Fullone ontwerpt haar tenniskleding.

## Loopbaan
In 2006 speelde zij haar eerste ITF-toernooi, in 2009 won zij haar eerste ITF-toernooien, in Katowice en Toronto. In 2014 stond zij voor het eerst in een WTA-finale in Katowice en in Linz. Op 14 juni 2015 veroverde zij haar eerste WTA-titel: in Rosmalen won zij op gras het Topshelf Open – zij versloeg in de finale de Zwitserse Belinda Bencic.
Op Wimbledon 2018 bereikte Giorgi de kwartfinale. Later dat jaar volgde haar tweede titel, op het toernooi van Linz – in de eindstrijd versloeg zij Russin Jekaterina Aleksandrova.
In 2021 nam Giorgi deel aan de Olympische spelen in Tokio – zij bereikte er de kwartfinale. Twee weken later won zij op het WTA 1000-toernooi van Montréal haar derde titel – in de finale versloeg zij de Tsjechische Karolína Plíšková.
Giorgi is nauwelijks actief in het dubbelspel; zij concentreert zich op het enkelspel.
In de periode 2014–2022 maakte Giorgi deel uit van het Italiaanse Fed Cup-team – zij behaalde daar een winst/verlies-balans van 7–8. In 2014 bereikte zij de halve finale van Wereldgroep I, door de Amerikaanse dames te verslaan, waarna zij de duimen moesten leggen voor Tsjechië.
In mei 2024 werd plots haar pensioen aangekondigd door de WTA. Giorgi zelf is onvindbaar, naar verluidt omdat zij en haar familie al jaren geen belastingaangifte in Italië hebben gedaan.

## Posities op deWTA-ranglijst
Positie per einde seizoen:
| jaar | rang enkelspel | rang dubbelspel |
| ---- | -------------- | --------------- |
| 2006 | 944            | –               |
| 2007 | 833            | –               |
| 2008 | 480            | –               |
| 2009 | 285            | –               |
| 2010 | 244            | –               |
| 2011 | 149            | –               |
| 2012 | 79             | –               |
| 2013 | 93             | –               |
| 2014 | 35             | –               |
| 2015 | 34             | –               |
| 2016 | 83             | –               |
| 2017 | 79             | –               |
| 2018 | 26             | –               |
| 2019 | 98             | –               |
| 2020 | 75             | –               |
| 2021 | 34             | –               |
| 2022 | 67             | –               |
| 2023 | 56             | –               |

## Palmares
| Legenda                 |
| ----------------------- |
| Grandslamtoernooi       |
| Olympische Spelen       |
| Year-End Championships  |
| Premier Mandatory       |
| Premier Five / WTA 1000 |
| Premier / WTA 500       |
| International / WTA 250 |
| Challenger / WTA 125    |

### WTA-finaleplaatsen enkelspel
| nr.              | finale     | toernooi       | ondergrond    | tegenstandster            | score         |         |
| ---------------- | ---------- | -------------- | ------------- | ------------------------- | ------------- | ------- |
| gewonnen finales |            |                |               |                           |               |         |
| 1.               | 2015-06-14 | WTA Rosmalen   | gras          | Belinda Bencic            | 7-5, 6-3      | details |
| 2.               | 2018-10-14 | WTA Linz       | hardcourt (i) | Jekaterina Aleksandrova   | 6-3, 6-1      | details |
| 3.               | 2021-08-15 | WTA Montréal   | hardcourt     | Karolína Plíšková         | 6-3, 7-5      | details |
| 4.               | 2023-02-26 | WTA Mérida     | hardcourt     | Rebecca Peterson          | 7-6, 1-6, 6-2 | details |
| verloren finales |            |                |               |                           |               |         |
| 1.               | 2014-04-13 | WTA Katowice   | hardcourt (i) | Alizé Cornet              | 6-7, 7-5, 5-7 | details |
| 2.               | 2014-10-12 | WTA Linz       | hardcourt (i) | Karolína Plíšková         | 7-6, 3-6, 6-7 | details |
| 3.               | 2015-04-12 | WTA Katowice   | hardcourt (i) | Anna Karolína Schmiedlová | 4-6, 3-6      | details |
| 4.               | 2016-04-10 | WTA Katowice   | hardcourt (i) | Dominika Cibulková        | 4-6, 0-6      | details |
| 5.               | 2019-08-04 | WTA Washington | hardcourt     | Jessica Pegula            | 2-6, 2-6      | details |
| 6.               | 2019-08-24 | WTA The Bronx  | hardcourt     | Magda Linette             | 7-5, 5-7, 4-6 | details |

### WTA-finaleplaatsen dubbelspel
geen

### Gewonnen ITF-toernooien enkelspel
| nr. | finale     | toernooi  | ondergrond | tegenstandster in finale | score         | dotatie  |
| --- | ---------- | --------- | ---------- | ------------------------ | ------------- | -------- |
| 1.  | 2009-09-07 | Katowice  | gravel     | Ksenija Pervak           | 6-2, 6-3      | $ 25.000 |
| 2.  | 2009-11-22 | Toronto   | hardcourt  | Anikó Kapros             | 4-6, 6-4, 6-0 | $ 50.000 |
| 3.  | 2010-10-24 | Rock Hill | hardcourt  | Irina Falconi            | 6-3, 6-4      | $ 25.000 |
| 4.  | 2011-05-29 | Carson    | hardcourt  | Alexa Glatch             | 7-6, 6-1      | $ 50.000 |
| 5.  | 2012-04-22 | Dothan    | gravel     | Edina Gallovits-Hall     | 6-2, 4-6, 6-4 | $ 50.000 |

## Resultaten grandslamtoernooien
| Legenda | Legenda                          |
| ------- | -------------------------------- |
| g.t.    | geen toernooi gehouden           |
| l.c.    | lagere categorie                 |
| –       | niet deelgenomen                 |
| G       | uitgeschakeld in de groepsfase   |
| 1R      | uitgeschakeld in de eerste ronde |
| 2R      | uitgeschakeld in de tweede ronde |
| 3R      | uitgeschakeld in de derde ronde  |
| 4R      | uitgeschakeld in de vierde ronde |
| KF      | uitgeschakeld in de kwartfinale  |
| HF      | uitgeschakeld in de halve finale |
| F       | de finale verloren               |
| W       | het toernooi gewonnen            |
| w-v     | winst/verlies-balans             |

### Enkelspel
| toernooi        | 2011 | 2012 | 2013 | 2014 | 2015 | 2016 | 2017 | 2018 | 2019 | 2020 | 2021 | 2022 | 2023 |
| --------------- | ---- | ---- | ---- | ---- | ---- | ---- | ---- | ---- | ---- | ---- | ---- | ---- | ---- |
| Australian Open | –    | –    | 1R   | 2R   | 3R   | 1R   | 1R   | 2R   | 3R   | 3R   | 2R   | 3R   | 3R   |
| Roland Garros   | –    | –    | 1R   | 2R   | 2R   | 2R   | 1R   | 3R   | –    | 1R   | 2R   | 4R   | –    |
| Wimbledon       | 1R   | 4R   | 3R   | 2R   | 3R   | 1R   | 3R   | KF   | 1R   | g.t. | 2R   | 1R   | –    |
| US Open         | –    | 1R   | 4R   | 1R   | 2R   | 1R   | 1R   | 2R   | 1R   | 2R   | 1R   | 2R   | –    |

### Vrouwendubbelspel
| toernooi        | 2013 |
| --------------- | ---- |
| Australian Open | 1R   |
| Roland Garros   | –    |
| Wimbledon       | –    |
| US Open         | –    |